# Municipio de Ozolnieki
El municipio de Ozolnieku (en Letón: Ozolnieku novads) es uno de los ciento diez municipios de Letonia, se encuentra localizado en el suroeste de dicho país báltico. Fue creado durante el año 2003 después de una reorganización territorial. La capital es la villa de Ozolnieki.

## Villas y Zonas Rurales
- Cenu pagasts (zona rural)
  - Āne
  - Brankas
  - Cena
  - Dalbe
  - Jaunpēternieki
  - Tetele
- Ozolnieku pagasts (zona rural)
  - Ozolnieki
- Sidrabenes pagasts (zona rural)
  - Auči
  - Emburga
  - Garoza
  - Plāņi
  - Renceles
  - Sidrabene

## Población y territorio
Su población se encuentra compuesta por un total de 10.237 personas (2009). La superficie de este municipio abarca una extensión de territorio de unos 286,2 kilómetros cuadrados. La densidad poblacional es de 35,77 habitantes por cada kilómetro cuadrado.